# José Carlos Lazo
José Carlos Lazo (Sanlúcar de Barrameda, 1996. február 16. –) spanyol labdarúgó, az Espanyol csatárja.

## Pályafutása
Lazo a spanyolországi Sanlúcar de Barrameda községben született. Az ifjúsági pályafutását az Atlético Sanluqueño csapatában kezdte, majd a Real Madrid akadémiájánál folytatta.
2015-ben mutatkozott be a Real Madrid tartalékkeretében. 2016 és 2018 között a Villarreal B és a Recreativo Huelva csapatát erősítette kölcsönben. 2018-ban a Getafe szerződtette. A 2018–19-es szezonban a másodosztályú Lugonál, míg a 2019–20-as szezonban az Almeríánál szerepelt kölcsönben. A lehetőséggel élve, 2020-ban az Almeríához igazolt. 
2022. augusztus 24-én ötéves szerződést kötött az első osztályban szereplő Espanyol együttesével. Először a 2022. szeptember 4-ei, Athletic Bilbao ellen 1–0-ra megnyert mérkőzés 71. percében, Javi Puado cseréjeként lépett pályára. Első gólját 2022. október 28-án, a Mallorca ellen idegenben 1–1-es döntetlennel zárult találkozón szerezte meg.

## Statisztikák
2022. december 20. szerint
| Klub                 | Szezon   | Osztály          | Bajnokság | Bajnokság | Kupa és Ligakupa | Kupa és Ligakupa | Nemzetközi | Nemzetközi | Összesen | Összesen |
| Klub                 | Szezon   | Osztály          | Meccs     | Gól       | Meccs            | Gól              | Meccs      | Gól        | Meccs    | Gól      |
| -------------------- | -------- | ---------------- | --------- | --------- | ---------------- | ---------------- | ---------- | ---------- | -------- | -------- |
| Lugo (kölcsönben)    | 2018–19  | Segunda División | 34        | 8         | 2                | 1                | —          | —          | 36       | 9        |
| Almería (kölcsönben) | 2019–20  | Segunda División | 37        | 10        | 0                | 0                | —          | —          | 37       | 10       |
| Almería              | 2020–21  | Segunda División | 38        | 4         | 4                | 0                | —          | —          | 42       | 4        |
| Almería              | 2021–22  | Segunda División | 32        | 5         | 1                | 0                | —          | —          | 33       | 5        |
| Almería              | 2022–23  | La Liga          | 1         | 0         | 0                | 0                | —          | —          | 1        | 0        |
| Almería              | Összesen | Összesen         | 108       | 19        | 5                | 0                | 0          | 0          | 113      | 19       |
| Espanyol             | 2022–23  | La Liga          | 7         | 1         | 2                | 0                | —          | —          | 9        | 1        |
| Összesen             | Összesen | Összesen         | 149       | 28        | 9                | 1                | 0          | 0          | 158      | 29       |

## Sikerei, díjai
Almería
- Segunda División
  - Feljutó (1): 2021–22

## Fordítás
Ez a szócikk részben vagy egészben  a   José Carlos Lazo című angol Wikipédia-szócikk fordításán alapul.  Az eredeti cikk szerkesztőit annak laptörténete sorolja fel. Ez a jelzés csupán a megfogalmazás eredetét és a szerzői jogokat jelzi, nem szolgál a cikkben szereplő információk forrásmegjelöléseként.